# (541098) 2018 RW9
(541098) 2018 RW9 es un asteroide que forma parte del cinturón interior de asteroides descubierto el 16 de abril de 2007 por el equipo del Mount Lemmon Survey desde el Observatorio del Monte Lemmon, Arizona, Estados Unidos.

## Designación y nombre
Designado provisionalmente como 2018 RW9.

## Características orbitales
2018 RW9 está situado a una distancia media del Sol de 1,878 ua, pudiendo alejarse hasta 1,988 ua y acercarse hasta 1,768 ua. Su excentricidad es 0,058 y la inclinación orbital 20,33 grados. Emplea 940,543 días en completar una órbita alrededor del Sol.

## Características físicas
La magnitud absoluta de 2018 RW9 es 18,4. 